# Longchen Rabjam
Longchen Rabjam (tib.: klong chen rab 'byams, auch Longchenpa (klong chen pa); geb. 1308; gest. 1363) war der bedeutendste Gelehrte und verwirklichte Meister der Nyingma-Tradition des tibetischen Buddhismus.

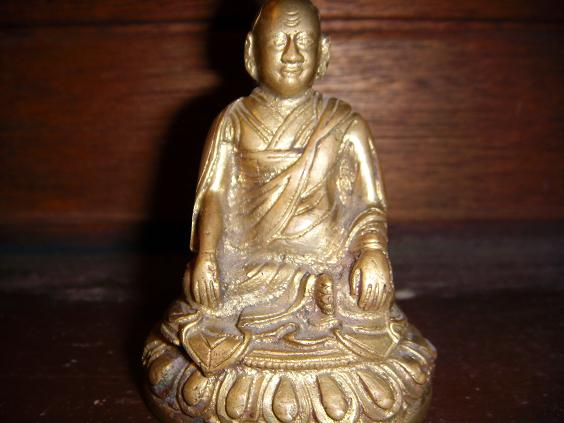
Longchenpa in seiner Meditationshaltung

## Übertragung der Großen Vollkommenheit
Longchenpa wurde 1319 in Samye ordiniert. Er war Schüler des Dzogchen-Meisters Kumaraja, der keinen festen Aufenthalt suchend mit seinen Schülern unter oft härtesten Bedingungen durch Tibet reiste. Lama Kumaraja erkannte schon früh, dass Longchenpa sein bedeutendster Schüler werden würde, und übertrug ihm Dzogchen-Lehren der „Herzessenz von Vimalamitra“ (Vima Nyingthik). Guru Rinpoche übermittelte Longchenpa Dzogchen-Lehren der „Herzessenz der Dakinis“ (Khandro Nyingthik). Dzogchen bezeichnet die höchsten direkt zur Erleuchtungserfahrung führenden Lehren, die besonders in der Nyingma-Schule vermittelt werden. Longchenpa war aber auch Schüler und Lehrer verschiedener Meister der Traditionen der „Neuen Übersetzungen“ (Sarma). Er übertrug dem 3. Karmapa Rangjung Dorje die Dzogchen-Lehren des „Vima-Nyingthik“ und erhielt von ihm im Gegenzug die Übertragung verschiedener Tantras der Neuen Traditionen.

## Werke und Wirken
Longchen Rabjams Gelehrsamkeit bezog sich auf alle Gebiete von Sutra und Tantra, insbesondere ist er für seine Schriften zu den Lehren des Dzogchen, der „Großen Vollkommenheit“ bekannt. Seine bekanntesten Schriften sind die „Sieben Schätze“ (Dzö dün; tib.: klong chen mdzod bdun), die drei „Zyklen der Entspannung“ (Ngalso Korsum; tib.: ngal gso skor gsum), die drei „Zyklen der natürlichen Befreiung“ (Rangdröl Korsum; tib.: rang grol skor gsum) und die Texte zu den „Vier Zweigen der Herzessenz“ (Nyingtik Yabshi; tib.: snying thig ya bzhi). Jahrhunderte später fasste der Nyingma-Meister Jigme Lingpa (1729–1798), durch Longchenpa inspiriert, die unterschiedlichen Zweige der Nyingma-Dzogchen-Übertragung zu einem einheitlichen Lehrsystem zusammen, welches seither als Longchen Nyingthik („Herzessenz der weiten Dimension“) in einer ununterbrochenen Linie bis in die heutige Zeit übertragen wird.
Longchenpa ist ein Nyingma-Meister und der Begründer der Traditionslinie des undogmatischen tibetischen Vajrayana. Er fasste die vielen Techniken des Gründervaters der Nyingmas Padmasambhava in einer Lehre zusammen.
Longchenpa lebte zuerst als freier Yogi, bis er zur Erleuchtung gelangte. Dann wirkte er als spiritueller Meister und stellte die Lehre von den drei großen Zufriedenheiten auf. Es ist gut als Yogi zu leben und schnell zur Erleuchtung zu kommen. Es ist gut ein erleuchteter Meister zu sein, weil man dann vielen Menschen spirituell helfen kann. Und es ist gut erleuchtet zu sterben, weil man dann ewig im Licht (Nirwana) weiterlebt.

## Werke
- klong chen bka' 'bum (Gesammelte Werke von Longchen Rabjam), Derge